# Olivier-Gabriel de Lubières du Bouchet
Olivier-Gabriel de Lubières du Bouchet (né le 8 mai 1663 à Saint-Pourçain-sur-Sioule, mort le 9 septembre 1740) est un ecclésiastique qui fut évêque de Comminges de 1710 à 1739.

## Biographie
Olivier-Gabriel ou Gabriel-Olivier né en Auvergne, d'une « illustre famille », est le 3e fils de « Monsieur du Bouchet  écuyer de la Grande Écurie » c'est-à-dire d'Olivier seigneur du Bouchet et de Marie-Henriette Giraud, également de Saint-Pourçain. Il commence ses études au collège des Jésuites à qui il reste très attaché, puis les poursuit à l'université de Paris. Prêtre dans le diocèse de Clermont en 1690, maitre puis docteur en théologie, il devient chanoine et chantre de la cathédrale, puis vicaire général en novembre 1693 du diocèse de Rodez et le reste huit ans
Il est désigné comme évêque de Comminges en 1710. Confirmé le 26 janvier 1711 il est consacré le 29 mars à Paris dans le noviciat des jésuites par Jacques de Goyon de Matignon, évêque émérite de Condom. Dans son diocèse il se montre  très anti-jansénistes. Le 15 novembre 1734, il fait établir sur ses deniers propres un hôpital sous l'invocation de Notre-Dame de Lorette et de la Charité à Alan, petite localité où est sa résidence épiscopale. 
Il résigne son évêché en 1739 en faveur de Antoine de Lastic qu'il avait réclamé comme coadjuteur. Son successeur est désigné le 14 novembre. Il meurt le 9 septembre 1740 à Alan, est inhumé à la chapelle de Notre Dame de Lorette et son cœur à Saint Bertrand de Comminges.